# 俞大猷
俞大猷（1503年—1579年），字志辅，号虚江，福建泉州府晉江縣濠市河格头村（今福建省泉州市洛江区河市鎮河市村）人，祖籍南直隸凤阳府霍邱县（今安徽）。是明代嘉靖年間與戚繼光齊名的抗倭名將，亦是武術家、軍事家、詩人。曾任浙江總兵、福建總兵，追贈左都督，諡武襄。

## 生平
嘉靖十四年（1535年），參加武科會試，中武進士第五名，授千戶，守衛金門。
嘉靖三十四年，俞於浙江嘉興斬倭寇約二千人。

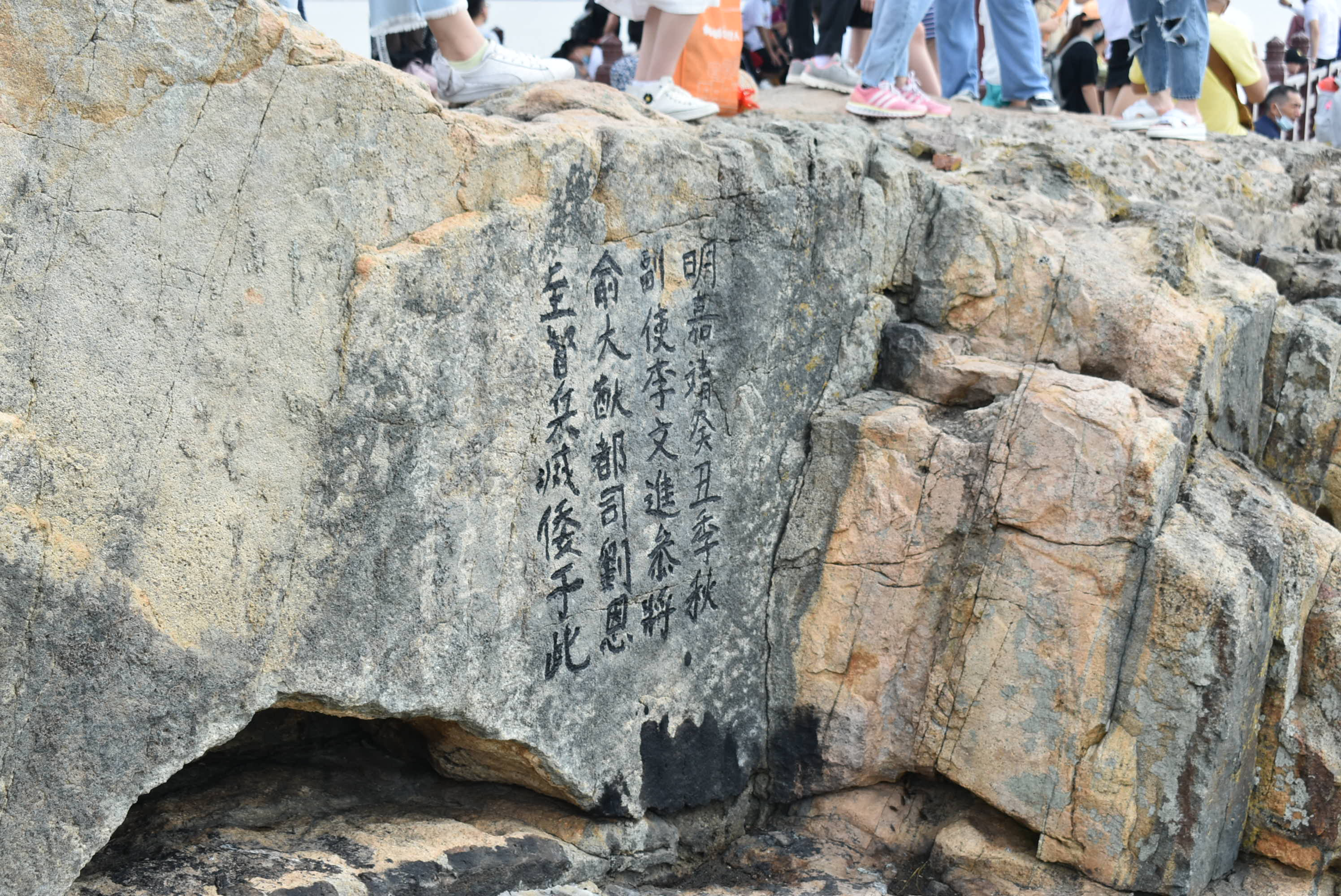
“明嘉靖癸丑季秋（嘉靖三十二年），副使李文进、参将俞大猷、都司刘恩至，督兵灭倭于此”

嘉靖三十五年接任浙江總兵，先後平定浙西倭患，以及盤踞舟山的倭寇巢穴。
嘉靖四十一年，俞從江西伸威營副總兵被調任福建總兵。次年，會同戚繼光等人攻克福建莆田東南平海衛，再度給予倭寇強烈打擊，並收復興化城（今莆田）。經過俞大猷和戚繼光的努力，至嘉靖四十五年，基本消除倭寇對東南沿海的侵擾與禍害。
嘉靖四十五年，俞大猷奉命帶兵征剿惠州、潮州一帶的盜匪，但出師不利，遭致廣東士人的非議。
為官清廉正直，不知逢迎贈賄予東廠。曾遭構陷入錦衣衛詔獄數月，為陸炳救出。卒，贈左都督，諡武襄。

## 纪念
为了纪念俞大猷抗倭的成就，现浙江丽水有一条街道以俞大猷的名字命名：大猷街。位于福建省泉州市洛江区的俞大猷墓为福建省文物保护单位。

## 家庭
有弟俞文猷，有子俞咨皋，以父功襲衛指揮僉事，歷官福建、浙江、廣東武官，亦曾出任水師提督。

## 武術貢獻
俞大猷和戚繼光在中國武術發展史中，豐富了遺留在福建的少林拳，現稱南拳，突顯與少林拳之差異。（南少林也正在泉州之中）。
傳下「荊楚長劍」、「楊家槍」混合而成之「俞家棍」法，編寫了《劍經》，詳言棍法要義，授於各兵將，在對抗倭、虜戰爭中，連戰皆捷。俞大猷早年師從趙本學，習兵法武功。
《劍經》成於1557年，俞大猷將《劍經》與《兵法發微》連同他的老師趙本學所著的《韜鈐內外編》合輯成《續武經總要》。
《劍經》實際上是講「棍」法及長兵器的用法。內容，包括「劍」（棍）、「射」、「陣」三法，俞認為「棍為藝中魁首」。強調隨時以「奇正相生」的變化，以靜制動，後發而先至，在敵「舊力略過，新力未發」時，施以突擊，「打他第二下」。『剛在他力前，柔乘他力後，彼忙我靜待，知拍任君鬥』